# Manteln (opera)
Manteln (italienska: Il tabarro) är en opera (musikdrama) i en akt med musik av Giacomo Puccini. Librettot av Giuseppe Adami som bygger på skådespelet La houppelande av Didier Gold. Operan ingår i Triptyken, där de två övriga enaktarna är Gianni Schicchi och Syster Angelica. De utgör tillsammans ett helaftonsprogram, men har inget inbördes sammanhang. 

## Historia
Manteln bygger på en pjäs av Didier Gold som Puccini hade sett i Paris 1912 och genast skaffat sig rättigheterna till. Han beskrev handlingen för sin faste librettist Luigi Illica, men innan planerna på verket realiserades blev de två ovänner och i stället fick Giuseppe Adami utforma librettot. Puccini beklagade mycket att det bara var en enaktare och övervägde att leta efter ännu en pjäs av samme författare att kombinera med Manteln men lät tanken falla. Då partituret var färdigt i november 1916 visste han fortfarande inte var han skulle få fatt i underlag till de båda andra operorna, men ett halvår senare hade Giovachhino Forzano försett honom med texterna till Syster Angelica och Gianni Schicchi.
Hela Triptyken hade urpremiär på Metropolitan Opera i New York den 14 december 1918. Den svenska premiären ägde rum på Stockholmsoperan den 20 november 1920.

## Den litterära förlagan
Didier Golds pjäs La Houppelande var i början av 1910-talet en kassasuccé i den parisiska teatervärlden. I Émile Zolas anda skildrar det dystra dramat med känsla och inlevelse de lägre klassernas levnadsomständigheter i storstaden. Handlingen utspelas från solnedgång till sent in på naten. Det efter hand allt tätare mörkret är inte bara avsett att ge stycket dess stämning och atmosfär, utan har också en symbolisk betydelse. Själva manteln är en dubbeltydig symbol. Den är sinnebild för familjesamhörigheten, en skyddande svepning, men står samtidigt även för motsättningarna och döljer avgrundsdjupa illdåd.

## Om operan

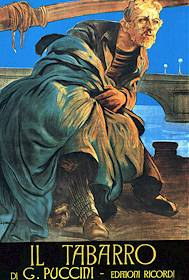
Affisch från 1918.

Som aldrig förr visas arbetarlivet i förstaden vid Seines strand upp på scenen: en fasansfull blandning av billigt krimskrams och hopplöst elände, en målerisk, men ändå ödesmättad kuliss. Kärlekspar som promenerar längs strandkanten, men också självmordskandidater som smyger omkring i dunklet, alltmedan natten lägger sin slöja över dystra mordhandlingar. I Puccinis tonsättning får floden en egen grundton, som anges redan i inledningsmusiken, "Seines färg", och som gång på gång skimrar fram under handlingsförloppet. Man kan inte undvika att känna igen efterdyningarna av den franska impressionismen med dess upplösta harmoniska konturer (man kan särskilt spåra inflytandet från Debussys orkesternocturne Nuages). Hela stämningen har något tröstlöst sorgligt över sig, till och med "Skillingtryckskolportörens visa". Här blandas den muntrare bilden av våren med en försmak av döden. Det saknas inte heller en anspelning på Giorgettas och Luigis förestående tragedi, den som viger sitt liv åt kärleken, dör också av kärleken.

## Roller
- Michele, pråmskeppare (Baryton)
- Giorgetta, hans fru (Sopran)
- Luigi, hamnarbetare (Tenor)
- Il Tinca ("Karpen"), hamnarbetare (Tenor)
- Il Talpa ("Mullvaden"), hamnarbetare (Bas)
- La Frugola ("Illern"), hans hustru (Mezzosopran)
- En skillingtryckskolportör (Tenor)
- Sex sömmerskor (Sopraner)
- Ett kärlekspar (Sopran, tenor)

## Handling

Skiss till Micheles kostym, 1918.

Operan utspelar sig på en pråm på Seine i Paris år 1910. Det är en verismopera med ett mörkt och dystert svartsjukedrama bland fattiga människor i en eländig miljö.
Micheles flodpråm ligger förtöjd vid Seinestranden och hamnarbetarna håller just på att avsluta sitt hårda arbete. Michele iakttar svartsjukt hur hans hustru Giorgetta vänder sig till den unge Luigi, medan hon är avvisande mot maken. En positivhalare börjar sjunga. Hamnarbetaren Il Tinca bjuder upp Giorgetta till dans, men Luigi byter av honom. Giorgetta tänker vemodigt tillbaka på sitt en gång så lyckliga liv i en förstad till Paris. Luigi kommer från samma ort. De förklarar varandra sin kärlek. Luigi lovar att återvända när hon signalerar genom att tända en tändsticka. Även Michele drömmer om de en gång så underbara svunna dagarna. På den tiden levde han i harmoni tillsammans med Giorgetta och deras gemensamma, nu döda barn. Han brukade svepa in dem i sin vida mantel. Giorgetta avvisar på nytt hans ömhetsbevis. Sorgsen tänder han sin pipa. Luigi tror att den brinnande tändstickan är det tecken som han och Giorgetta har kommit överens om. Michele hör lätta steg och överraskar Luigi. Under meningsutbytet griper Michele tag om Luigis strupe och tvingar honom att erkänna sitt förhållande till Giorgetta. Därefter stryper han honom. Michele döljer liket under sin mantel. Giorgetta vill att Michele skall svepa in henne i sin mantel, så som han gjorde förr. Michele öppnar manteln och visar liket av Luigi. När Giorgetta skrikande ryggar tillbaka, pressar han ned henne mot den döde.

## Kända arior
- "Hai ben ragione! meglio non pensare" (Luigi)
- "Nulla! Silenzio!" (Michele)
- "Scorri, fiume eterno" (Michele)

## Diskografi (urval)
- Il trittico: Il tabarro. Guelfi, Guleghina, Shicoff. London Voices. London Symphony Orchestra. Pappano, dirigent. EMI 5 565 872-2.[2]